# Invasão britânica

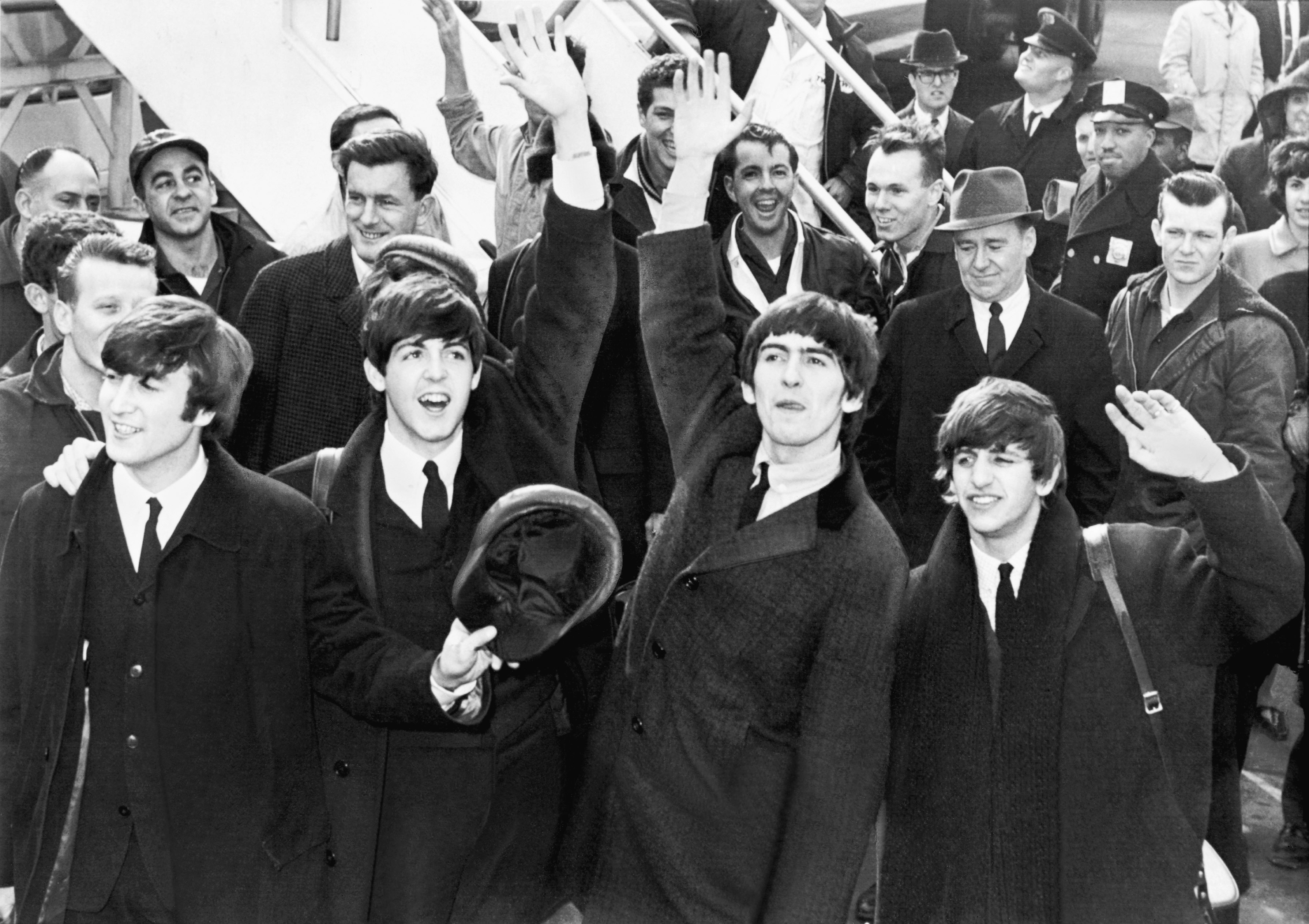
A chegada dos Beatles nos Estados Unidos e sua subsequente aparição no The Ed Sullivan Show marcou o começo da Invasão Britânica.

Invasão Britânica foi um fenômeno cultural de meados da década de 1960, quando artistas de rock e pop do Reino Unido e outros aspectos da cultura britânica, tornaram-se populares nos Estados Unidos e significantes para a crescente "contracultura" de ambos os lados do Atlântico. Grupos de rock e pop como The Beatles, The Rolling Stones, The Kinks, The Dave Clark Five, Herman's Hermits, The Zombies e The Animals estavam na linha de frente da "Invasão".

## A Invasão original
Depois do sucesso de Chuck Berry, Elvis Presley e Bill Haley e outros grupos de rock no final dos anos 50, por toda a Inglaterra garotos começaram a formar suas próprias bandas inspirados em seus ídolos americanos. Enquanto Cliff Richard e os The Shadows obtinham grande sucesso no Reino Unido, poucas bandas britânicas tinham a mesma chance de fazer o mesmo nos EUA (com exceção dos The Tornados e sua "Telstar" e Mr. Acker Bilk com "Stranger on the Shore", ambas instrumentais) até que a Capitol Records lançou "I Want To Hold Your Hand" dos Beatles no final de 1963, depois de uma pesada campanha de marketing.
"I Want To Hold Your Hand" pulou para a primeira colocação das paradas de sucesso Estadunidense quando os Beatles viajaram para os Estados Unidos pela primeira vez; a histórica aparição do grupo no The Ed Sullivan Show na noite de 9 de fevereiro de 1964, alcançando então a maior audiência televisiva da história, é vista por muitos como o marco zero da Invasão Britânica.
Os Beatles logo dominariam todas as paradas de sucesso, e no dia 4 de abril de 64 eles ocuparam todas as cinco primeiras colocações entre os singles mais vendidos e executados daBillboard, um feito sem precedentes até hoje. Isso abriu as comportas para outras bandas britânicas divulgarem suas músicas nos Estados Unidos, como os Rolling Stones, The Who, The Animals, The Kinks, The Dave Clark Five, Gerry & The Pacemakers e muitos outros.
Londres revelou grupos como The Rolling Stones, Led Zeppelin, The Yardbirds, The Who, The Kinks, The Pretty Things, Dusty Springfield, The Dave Clark Five, Peter & Gordon, Chad and Jeremy, John Mayall and the Bluesbreakers, Small Faces, Donovan e Manfred Mann. Manchester tinha o The Hollies, Wayne Fontana and the Mindbenders, Freddie and the Dreamers, Davy Jones do The Monkees, e Herman's Hermits. Newcastle era a terra natal do The Animals. Birmingham do The Spencer Davis Group e Moody Blues. St Albans tinha o The Zombies e Belfast, o Them. Cambridge revelou os Pink Floyd, embora estes se tenham destacado mais na década de 1970.

## Ondas posteriores

### Década de 1970
A banda Led Zeppelin atingiu um enorme sucesso comercial e de crítica, especialmente com o seu quarto álbum, "sem título", conhecido como Led Zeppelin IV; a faixa "Stairway To Heaven" nunca lançada como um single, é às vezes citada como a canção mais tocada nas rádios FM dos Estados Unidos na década de 1970. Além de Led Zeppelin, os grupos Black Sabbath e Deep Purple também ganharam destaque, tornando-se pioneiros nos estilos heavy metal e hard rock. As três bandas nasceram no mesmo ano, 1968, porém atingiram seu auge na década de 1970.
Ainda no início da década de 1970, o grupo Pink Floyd chega ao seu ápice com os álbuns The Dark Side of the Moon e Wish You Were Here, se tornando uma das bandas mais populares e influentes para sua época. No ano de 1970, surgiu a banda Queen, que tornou-se um fenômeno de popularidade em todo o mundo, a partir da segunda metade da década, misturando os gêneros rock e pop. Outro que se impôs no cenário mundial da musica, e desencadeando um novo segmento na música britânica foi David Bowie. Com seu estilo único e irreverente, e letras imponentes, teve um papel solene nessa invasão que perdura por todas as gerações. Embora não tenha começado na Inglaterra, o movimento punk tornou bandas inglesas como Sex Pistols e The Clash eram grandes representantes deste movimento. Outras bandas pós-punk como Siouxsie & the Banshees e Joy Division ficaram mundialmente famosas.
Bandas como Jethro Tull, Genesis, Queen, Pink Floyd, Supertramp, Yes, Gentle Giant e Family difundiram o rock progressivo.

### Década de 1980
Este período conhecido como "Segunda Invasão Britânica", começou por volta de 1983. Foi amplamente divulgado pela MTV, que apresentou ao público americano várias bandas inglesas como o Duran Duran, Def Leppard, A Flock of Seagulls, Thompson Twins, Eurythmics, Culture Club, Spandau Ballet e posteriormente Depeche Mode, Tears for Fears, OMD, Pet Shop Boys, The Cure e New Order, entre outros. Tais grupos dominariam as paradas estadunidenses sem, entretanto, conseguir igualar as marcas alcançadas pelos Beatles na década de 1960.
A Inglaterra dos anos 1980 tinha grandes representantes na new wave (como The Police, Soft Cell, The Pretenders, Wham!), new romantic (como Spandau Ballet, Duran Duran, Talk Talk, A Flock Of Seagulls, Culture Club e Adam and the Ants), synth-pop (como Depeche Mode, Pet Shop Boys, The Human League, Eurythmics e New Order), heavy metal (como Black Sabbath, Iron Maiden, Def Leppard, Saxon e Motörhead), rock alternativo (como The Smiths, The Stone Roses, The Cure e Echo & the Bunnymen).

### Década de 1990
A invasão britânica nos anos 90 ficou conhecida como Britpop. Os representantes máximos desta nova onda de invasão foram o Oasis, Blur e Radiohead, que trouxeram junto bandas como Elastica, Pulp, Suede e Supergrass . 
Paralelamente ao rock, as Spice Girls conseguiram sucesso como um grande produto britânico, com álbuns e singles n.º 1, turnês e produtos bastantes lucrativas na América, sendo conhecidas como "Os Beatles de Saia".

### Década de 2000
Em 2000, o Coldplay lançou seu primeiro álbum e pouco a pouco foi se firmando como um grande sucesso internacional. Junto com outra banda britânica, Keane, que investiu num gênero de rock mais alternativo, sem o uso de guitarras em suas músicas e composições. Em maio de 2002, não havia nenhum artista britânico nas paradas de sucesso de compactos nos EUA; foi a primeira vez que isso aconteceu desde 1963.
Entre outros artistas britânicos contemporâneos a obter sucesso internacional, nomedamente na segunda metade dos anos 2000, destacam-se Amy Winehouse (que é considerada a desencadeadora da invasão britânica dos anos 2000 ou nova invasão britânica), Adele, os Arctic Monkeys, Lily Allen, Klaxons, Kate Nash, Mika, M.I.A., Kaiser Chiefs, Mark Ronson e Muse.

### Década de 2010 e início da década de 2020
No ano de 2010, formou-se na cidade de Londres a boy-band One Direction, que vendeu mais de 19 milhões de singles por todo o mundo, 10 milhões de álbuns, e arrecadou 5 milhões em apenas 10 apresentações com sua primeira turnê em 2012.
O One Direction, em seu auge, foi muito comparado com a banda The Beatles, pois também tiveram uma grande explosão no mercado internacional (principalmente nos Estados Unidos).
Outro grupo britânico que fez sucesso nos Estados Unidos é o Little Mix, formado no mesmo programa que o One Direction. Até ao seu atual hiato, após o início da década de 2020, teve bastante sucesso no mercado norte-americana, sendo uma das girl-bands mais bem-sucedidas da década de 2010.